# Scatman (Ski Ba Bop Ba Dop Bop)
Scatman (Ski- Ba-Bop-Ba-Dob-Bop) je hudební skladba amerického eurodance hudebníka Scatmana Johna. Skladba byla vydána jako první singl jeho druhého alba „Scatman's World“.
Detaily textu ukazují, že překonal koktavost tím, že se přeorientoval na scat zpěv, přičemž podporuje koktající děti k tomu, aby se nevzdávaly. Píseň se v několika zemích objevila na nejvyšších příčkách žebříčků oblíbenosti.